# Albizia welwitschii
Albizia welwitschii är en ärtväxtart som beskrevs av Daniel Oliver. Albizia welwitschii ingår i släktet Albizia och familjen ärtväxter. Inga underarter finns listade i Catalogue of Life.